# Jesse Tayeh
Jesse Tayeh (* in New York City, New York) ist ein US-amerikanischer Schauspieler.

## Leben
Tayeh wurde in New York City als Sohn einer multikulturellen Familie geboren, wo er auch aufwuchs. 2009 gab er sein Fernsehschauspiel in einer Episode der Fernsehserie Inside. 2011 spielte er in der Kurzfilmproduktion The Politics of Conflict mit. 2012 hatte er eine Kleinstrolle in der Filmproduktion Der Diktator inne. In den folgenden Jahren erhielt er unter anderen Episodenrollen in den Fernsehserien Stadtgeschichten, Almost Family, Navy CIS: L.A. und SEAL Team. 2020 stellte er eine der Hauptrollen im Liebesfilm Luz dar. Der Film wurde auf mehreren US-amerikanischen Filmfestivals gezeigt, darunter am 1. Oktober 2020 auf dem Reeling Film Festival, am 1. Februar 2021 auf dem Out on Film und am 8. März 2021 auf dem FilmOut San Diego. 2021 war er als Tony „Junior“ Salavatore Jr. einer der Hauptdarsteller in der Filmproduktion Frankie’s Redemption zu sehen. 2022 wirkte er in insgesamt acht Episoden der Fernsehserie A Grunt's Life mit. 2023 verkörperte er im Katastrophen-Actionfilm DC Down – Washington in Flammen die Rolle des Agenten Miguel Diaz. Im Folgejahr spielte er im Fernsehfilm Blackmail, Lies and Murder die Rolle des Detektivs Moreno. Der Film wurde am 7. März 2024 auf dem Sender Lifetime ausgestrahlt.

## Filmografie (Auswahl)
- 2009: Inside (Fernsehserie, Episode 3x25)
- 2011: The Politics of Conflict (Kurzfilm)
- 2012: Der Diktator (The Dictator)
- 2012: Do you think I’m pretty (Kurzfilm)
- 2013: Back to Basics (Fernsehserie)
- 2014: Amnesia (Kurzfilm)
- 2016: The Children of Hip Hop
- 2016: Reason for Thought (Kurzfilm)
- 2017: Decisions (Kurzfilm)
- 2018: Pandora’s Box: Unleashing Evil (Fernsehserie, Episode 2x02)
- 2018: Heal Me
- 2018: The Tunnel
- 2018: Always a Thorn (Kurzfilm)
- 2018: Salsero in Purgatory (Kurzfilm)
- 2018: Mataré (Kurzfilm)
- 2019: Stadtgeschichten (Tales of the City, Fernsehserie, Episode 1x03)
- 2019: Brainstorm (Fernsehserie, 2 Episoden)
- 2019: Luanna’s Box (Kurzfilm)
- 2019: Almost Family (Fernsehserie, Episode 1x03)
- 2019: The Reaper (Kurzfilm)
- 2020: Schooled (Fernsehserie, Episode 2x12)
- 2020: Compassionate Release (Kurzfilm)
- 2020: Navy CIS: L.A. (NCIS: Los Angeles, Fernsehserie, Episode 11x16)
- 2020: In Ice Cold Blood (Fernsehserie, Episode 3x06)
- 2020: SEAL Team (Fernsehserie, Episode 3x18)
- 2020: Insecure (Fernsehserie, Episode 4x05)
- 2020: Luz
- 2020: Lazaretto (Kurzfilm)
- 2020: Surrender Me (Kurzfilm)
- 2021: For All Mankind (Fernsehserie, Episode 2x03)
- 2021: The Wrong Path
- 2021: American Anomie (Kurzfilm)
- 2021: Frankie’s Redemption
- 2021: Spread (Kurzfilm)
- 2021: Queer Blood (Kurzfilm)
- 2021: Never Say Good Bye
- 2021: It’s Alright, Dad (Kurzfilm)
- 2021: Twice Upon a Time (Fernsehserie)
- 2022: Three from the Block
- 2022: Crossroads 2022
- 2022: A Grunt's Life (Fernsehserie, 8 Episoden)
- 2023: Fighting Olympus
- 2023: Summoning the Spirit
- 2023: Wild West Chronicles (Fernsehserie, Episode 3x04)
- 2023: DC Down – Washington in Flammen (DC Down)
- 2024: Television Star
- 2024: Entangled
- 2024: Blackmail, Lies and Murder (Fernsehfilm)
- 2024: Jesu’s Only Fans (Kurzfilm)
- 2024: We Are Never Ever Getting Back Together (Miniserie)
- 2024: This is How You See Me (Kurzfilm)
- 2024: Lethally Blonde
- 2024: The Haunting of Hollywood